# 野村万蔵 (9世)
九世野村 万蔵（のむら まんぞう、1965年（昭和40年）12月23日 - ）は、狂言方和泉流能楽師、旧名：二世野村与十郎、野村万蔵家9代目当主（2005年 - ）、萬狂言代表、NPO法人ACT.JT理事、重要無形文化財「能楽」総合認定保持者。本名：野村 良介（のむら りょうすけ）。狂言方の名跡「野村万蔵」の当世。東京都豊島区出身（現在も在住）。

## 概要
1965年12月23日、野村萬（当時は四世野村万之丞、のちに人間国宝、日本芸術院院長、日本芸能実演家団体協議会会長）と妻・登美子（2004年死去）の次男（第三子）として東京都豊島区に生まれる。祖父の六世野村万蔵と父の萬（七世野村万蔵）に師事。
幼稚園から大学まで学習院に学び、秋篠宮文仁親王とは学友であった〈兄・五世万之丞（贈八世万蔵）は今上天皇徳仁と学友。夫人は紀子妃殿下と学友〉。
2000年1月、兄の勧めにより万蔵家の分家である野村与左衛門家を150年ぶりに再興して二世野村与十郎を襲名した。以後は分家の当主として兄を支えた。
しかし、2004年6月10日に本家・万蔵家の当主である兄・五世万之丞（贈八世万蔵）が満44歳（享年46）で急逝したため、万蔵家の当主に就くと共に2005年1月に九世野村万蔵を襲名した。東京藝術大学、桜美林大学、劇団青年座講師。
万蔵家の組織「萬狂言」を率い、万蔵家当主として国内だけでなく海外でも活動を展開。新たな狂言のあり方を目指した兄の遺志を継ぎ復曲・新作の能・狂言にも関わり、能楽の可能性を追求している。また、他芸能とのコラボレーションや、国内外の現代演劇作品への出演や演出などにも積極的に取り組んだり、流派や家を超えた交流や後人の育成を見据えた公演プロデュースも行い、能楽の普及、発展、向上のために活動している。
従弟の武司（二世萬斎）に比べ一般知名度は低いものの、円熟した芸を持つと共に芸に対して一切の妥協が無い事などから狂言方としての高い評価を得ている。
また、自身の子息だけではなく、河野佑紀や石井康太など狂言方の未来を担う若手狂言師の育成にも熱心である。亡き兄の弟子である小笠原由祠や、学生の頃から指導している山下浩一郎などの稽古も行っている。

## 主な活動

### 代表的なオリジナル活動
- 「現代狂言」：南原清隆とタッグを組み、「コントと狂言が結婚したら!?」をコンセプトに、狂言、現代コント、アクロバット、ダンス、和楽器、アジアの楽器、西洋の楽器等の要素を取り入れコラボレーションすることを試みた。元々は兄・五世万之丞（贈八世万蔵）が構想したものであったが、構想の段階の2004年に兄が死去したため、万蔵と南原がその活動を引き継いだ。2006年の旗揚げ後、毎年全国ツアーを行う。万蔵は主に演出を担当したが、作品の方向性や原案も南原とともに話し合いながら創出しており、台本の補助にも入っていた。2016年にシーズンXを終え、いったん休止することを宣言。新たなステージに発展させ戻って来ることは示唆している。
- 「立合狂言会」：2015年発足。流派や家を超えた交流の場、若手研鑚の場を自ら作るために企画し、和泉流、大蔵流の若手狂言師を一堂に集めた（東京公演、京都公演の2公演に分けて）。公演では、茂山千三郎とともに世話役として司会、後見をする。発足時、和泉流は、狂言共同社、狂言やるまい会、野村万蔵家、三宅狂言会、大蔵流は、大藏三兄弟、茂山千五郎家、茂山忠三郎家、善竹大二郎家の8組織が参加。2016年には、これに大藏流の山本東次郎家、善竹家が加わった。
- 「外国人のための狂言会・YOKOSO KYOGEN」：セイン・カミュをナビゲーターとする、留学生にも分かりやすい解説をつけた公演。自身も、英語による狂言台詞を実演。2011年初演。
- 「大田楽」：兄・五世万之丞（贈八世万蔵）が中世に流行した「田楽」を現代に再生させたものであり、2004年に兄が死去した後は万蔵がその遺志を継いで活動している。兄が構成・演出し遺した全国各地の大田楽を引き継いで統括し、工夫を加えながら守り続けている。また、スペインやカナダ、アメリカ、韓国などで海外公演も行って来た。日本で開催されるものの一部と海外公演では、自ら田主役となって奏上を読み上げる。「大田楽」として奉納やイベントなどの行事参加もしており（→【祭典等】の項目）、最近では万蔵自身の独自性が強く表れた演出も増えている（→【プロデュース公演】の項目）。2016年4月のアメリカ公演の際には、滞在していたワシントンD.Cで熊本地震が発生したことを知り、急遽奏上の中に肥後の安穏を願う言葉を織り込み、祈りを込めて上演した。

### 映画・ドラマ・CM
- 白石加代子主演の映画『第七官界彷徨〜尾崎翠を探して』（1998年。尾崎翠原作、浜野佐知監督）に、小野一助役で出演。
- 大河ドラマでは、兄・五世万之丞（八世万蔵）と同じく芸能指導（舞、謡、漢詩など）を多数手掛けてきたほか、2014年には、自身も『軍師官兵衛』に出演し、三番叟（鈴の段）の舞を舞う。長男の六世万之丞と共に、2018年の大河ドラマ『西郷どん』に出演（三条実美役）。
- ユニクロの広告・ポスターに抜擢されたこともある。
- 吉行和子主演の映画『雪子さんの足音』（2019年。木村紅美原作、浜野佐知監督）に、川島良雄（主人公・川島雪子の息子）役で出演。
- 『徹子の部屋』に父・萬、長男・六世万之丞と親子三代で初出演（2023年6月1日）[1]。
- 連続テレビ小説『あんぱん』（2025年度前期、NHK）に、高知新報 編集局 局長・霧島了 役で出演[2]。

### 現代演劇
- 村松英子主宰の『サロン劇場』への参加。若林光役で村松の相手を務めた『葵上』（1996年）を皮切りに、和敬塾内旧細川邸サロン、国立能楽堂、シアターサンモールにおける『近代能楽集』シリーズ（三島由紀夫作。『班女』-1996年、『弱法師』-1997年、『卒塔婆小町』-1997年、『熊野』-1998年）、紀伊國屋ホールにおける『薔薇と海賊』（2007年）等、数々の三島作品に出演。2014年には、和敬塾サロン第12回公演『冬のロマン－語り芝居－』において、オスカー・ワイルド作・村松英子翻案「扇の不思議」（原題『ウィンダミア卿夫人の扇』)に風見伯爵役で出演したほか、室生犀星「不思議な魚」、夏目漱石「夢十夜」の朗読を披露。
- 「朗読劇・天守物語」：泉鏡花原作、黛りんたろう演出。兄・五世万之丞（贈八世万蔵）と親交のあった松坂慶子との共演で、国内だけでなく、2010年ハワイのホノルルまつり、2012年ワシントンD.Cの桜まつり100周年記念公演など海外公演も開演。狂言小舞なども取り入れながら、桃六・朱の盤坊の二役を担当。
- 水戸芸術館ACM劇場『キャッシュ・オン・デリバリー』（英国コメディ。2012年）の演出。

### 祭典等
- 平城遷都1300年祭の記念祝典（2010年）：復元された「大極殿」の前庭特設ステージで藤原不比等に扮し、ドラマ仕立てで元明天皇の「平城京遷都の詔」を読み上げた。
- 「大田楽」を率いての行事参加：伊勢神宮式年遷宮に際し、2009年の宇治橋架け替えでは「奉納伊勢大田楽」を、2013年の御遷宮では「奉祝伊勢大田楽」を催した。この時は万蔵があらたに構成・演出を行い、父の萬を田主役、松坂慶子を巫女役に据え、万蔵自身は王舞を務めた。2015年には、上賀茂神社の式年遷宮に際しても奉納。2015・2016年には、ももいろクローバーZのライブ『桃神祭』のオープニングに参加。
- 「古典芸能の祭典」（2015年）：東京都歴史文化財団主催、NHKエンタープライズ制作の本祭典に、舞台監修として携わる。中国に由来する舞楽（雅楽）に始まり、能楽、歌舞伎舞踊、文楽という日本の風土に根付き熟成した伝統芸能に、「お祭り感覚」の真伎楽（古代に大陸から渡り能楽の成立に影響を与えた伎楽を復元したもの）、大田楽（中世に天下泰平、五穀豊穣を願い流行した田楽を現代に再生させたもの）を加えた、祝祭性のある一大フェスティバルであった。これらの芸能の流れや特徴が分かるように、万蔵が映像上でナビゲーターを務め解説を入れた。また、大田楽には田主役で出演。この祭典の内容は、ナビゲーションに合わせて編集され、NHKワールドにおいて海外にも放映された。
- 和泉流狂言師野村万蔵×SAMURIZE from EXILE TRIBE コラボステージ in TOKYO ART CITY by NAKED （2017年）：変化を続ける”東京”を題材に、プロジェクションマッピングや巨大模型で”都市”を表現するプロジェクト「TOKYO ART CITY by NAKED 」（東京ドームシティギャラリーアーモにて開催）において行われた、野村万蔵とSAMURIZE from EXILE TRIBE とのコラボステージイベント。村松亮太郎演出。前半は中世を舞台に万蔵が三番叟を踏み、途中、プロジェクションマッピングによりタイムスリップしたことが表現され、後半は、万蔵とサムライズとが合流し、三番叟を基調とした現代ダンスが繰り広げられた。衣装は特別に、LEDを使用した狩衣を着用。8月15・16日の2日間限定で4ステージ開演。

### プロデュース公演
- 「万蔵の会」：2021年より、九世万蔵の誕生日である12月23日に年1回の頻度で開催している回。当初は2020年より開催する予定であったが、九世万蔵が胃ガンを患ったため、1年遅れての開催となった。第1回となる「万蔵の会」では、2004年に死去した母・登美子への感謝を込めて、九世万蔵が初めてシテ（主役）を演じた狂言・「痺」を父の萬と50年ぶりに同じ配役で演じた。
- 「萬狂言本公演」：正統派の本格的狂言会。普段各支部（九州、関西、北陸）で活動する萬狂言メンバーが集結するとともに、他の家からも出演者を招くこともあり、特別公演とともに新しい試みを取り入れている（年4回。特別公演との兼ね合いで3回になることもあり）。
- 「ファミリー狂言会」：幼児からお年寄りまで気楽な雰囲気でリーズナブルに鑑賞できる狂言会。お笑い芸人やタレントも解者説として参加。公演中の稽古体験や、演目の中で出演者と一緒に観客が声を出す参加型観劇など、子どもの声を聞きながら試行錯誤を続けている。公演の最後を飾る恒例の「狂言たいそう」（狂言の型を体験できる。曲：稲葉明徳、詞：野村万蔵、振付：佐藤弘道・野村万蔵、うた：野村万蔵）や、ファミリー狂言会から誕生した公式マスコット「ござる君」は、子どもの人気を集めている。また、お笑いコンビ「やるせなす」の中村豪とともに創作した新作狂言「大福」は、ファミリー狂言会のための書き下ろしである（年4回。特別公演との兼ね合いで3回になることもあり）。
- 「萬狂言特別公演」：ユニークな企画を好み、取り組んだ亡き兄の遺志を継ぎ「野村万蔵家祖先祭」や「野村萬芸道傘寿記念」などでユニークな企画を打ち出し、異流や他ジャンルなども積極的に登場させている。2016年には、兄・八世万蔵（五世万之丞）の十三回忌追善のために初演のメンバーを全員集め、初めて能楽堂での大田楽上演を実現した。「萬狂言」としては、東京の他にも、金沢、大阪、福岡で年1回の定例公演を行っている。これらの主催公演を通し、狂言の普及に勤める。また、水戸でもACM劇場の招聘による「萬狂言水戸公演」を毎年行っている。
- 「時分の会」：同年代の能楽師である友枝雄人（シテ方喜多流）、宝生欣哉（ワキ方下掛宝生流）と技を磨き合うために結成した。2014年に、20年越しで温めて来た上演の案を実現。「船弁慶」に「真ノ伝」「船中語」「舟唄」「早装束」の4つの小書きを付け、シテ方、ワキ方、狂言方がそれぞれ活躍し影響し合う舞台となった。なお、会の名称の「時分」とは、世阿弥の言葉を意味するものではなく、その時分の自分たちの表現をしっかり舞台にするという意味がこめられている。定期的な形で公演することは考えていない。
- 『獅子の祝彩』：2015年、野村万蔵プロデュース「伝統芸能in自由学園明日館」vol.1として開催された。としま未来文化財団・豊島区主催。豊島区で動態保存されている国の重要文化財「自由学園明日館」を活かして伝統芸能の催しをしてほしいという主催者の依頼に、国境を越えた芸能を視野に入れて企画を練った。また、芸能と照明アートとのコラボレーションで幻想的な空間を作り出すことを思いつき、自らデジタル掛け軸の創始者である長谷川章に声をかけた。当日は会場となる芝庭の空間全体がデジタル掛け軸の照明に包まれ、浮かび上がった明日館の建物をバックにアジア各地の獅子たちが舞った。参加したのは、中国、インドネシア、ミャンマー、琉球、豊島区の獅子舞である。そして、アジアにルーツを持ちながら日本の伝統芸能である能に取り入れられ独自に表現された、「石橋」の獅子により最後を締めくくった。
- 『大田楽いけぶくろ絵巻』：2016年、「東京芸術祭」の1プログラムとして上演。メイン会場の南池袋公園のほか、グリーン大通りの行進も組み込み、「まちゆく人を絵巻の世界へ誘う野外パフォーマンス」として演出をした。また池袋がサブカルチャーの街と言われることから、大衆を熱狂させる古の大田楽との共通点を捉え、「現代のコスプレと『大田楽』が合わさったときに、どんなエネルギーが生み出されるのか」「最後に自由に踊ってもらうときに彼らがどんな体の動かし方を見せるのか」を試みるためにコスプレイヤーを登場させた。[3][4]

## 人物・エピソード
- 4歳の時、「靭猿」に小猿役で出演していたが、上演中に舞台から転落するハプニングがあった。最前列の観客が即座に抱き上げて舞台上に戻すと、周りの様子を見ながらほどなく元のように動き始め、演技を続けたという役者魂の持ち主。しかし猿引き役であった父・四世万之丞（当時）は後に、実は泣いていたのか、面の上から涙を拭う仕草をしていたと語っている[5][6]。
- 兄の五世万之丞（贈八世万蔵）が南原清隆とコラボレーションし始めた頃は古典狂言に邁進していたため、手伝わされた際も「何であんなことをやるのか分からない」と乗り気ではなかった。しかし2004年に兄が癌を発病して余命が長くないとされた時、二人きりになった病室で「これからは古典だけを真面目にやっていても古典は守れない。新しいことも常に取り入れて行かなければ」と兄から諭される。それを亡き兄からの遺言と受け止め、南原とともに遺志を継ぎ2006年に「現代狂言」を実現させた。初めは「監修」として関わるのみだったが、南原の真面目さ熱心さに心を打たれ、積極的に出演・演出するようになった。兄の死から20年近く経つ今でも、現代狂言に関するインタビューがあると兄のことから話し始める[7][8][9]。
- 「現代狂言」では、普段の慎重な性格とはうらはらに、古典の掟に触れる演出も試みている。劇中やカーテンコールで見所（客席）に下りる演出も、メンバーと話し合いどこまで許されるかを悩みながら、最終的に「怒られてもいいからやってみよう」と決行した。現在では、見所や客席を回って握手をするカーテンコールは恒例の名物となっている。また、芸人やタレントも多数出演しているが、ファミリー狂言会など、狂言公演の解説にも起用している。日常でも彼らに対し、面倒見のよさを発揮している[7][8][9][10]。
- 『現代狂言VIII』（2014年）の番組の1つである狂言コント「告白」では、能舞台上でいわゆるパンチラがあった。お笑いコンビ「エネルギー」の森一弥が脚本を書いたもので、万蔵は初日の舞台直前に聞かされ、やむを得ずではあったが「森が面白いと思うことをやりなさい」と許可した。公演後、周囲からは驚きや批判の声が上がったが、それに対しては、本質を分かった上で真剣に面白いものをと考えた結果であるならば目くじらを立てることではないとし、そんな程度のことで600年の伝統を持つ能舞台は揺るがない、と毅然と述べている。一方で、森に「万蔵先生がやっていいと言ったからパンチラをやった」と公言されてしまったと苦笑している[8][9][11]。
- 兄の十三回忌にあたる2016年、兄と一緒に「大田楽」を実現した初演（1990年）のメンバーに声をかけて全員集め、特別公演として能楽堂で大田楽を催した。その公演の直前にゲスト出演した『ラジオ深夜便』では、兄と同年に亡くなった母・登美子や家族について思い出を語った。その中で「今度の公演はお母様に捧げる思いもありますか?」というパーソナリティの質問に対しては「兄に捧げます」と返したが、それに添えて「母には兄弟の姿を頼もしい思いで見ていて欲しい」と述べた。
- 幼少の頃より、袴をはく時も歩き出す時も、狂言の作法に従ってすべて左から始めるようにしつけられていた。そのため、ズボンも靴も靴下もパンツも左足からはかなければ落ち着かず、間違えるとやり直している。さらに、日常通っているジムでエアロビクスを受講していると「右、左、右、左」と指導されるのが気持ちが悪いと語っている。また、左手と左足、右手と右足が一緒に出る狂言の動きが、エアロビクスやダンスでも出てしまうということである[12][13]。

## 略歴
- 1965年12月23日：野村萬（当時は四世野村万之丞）と妻の登美子の次男として誕生。
- 1970年：「靭猿」で初舞台。
- 1985年：「奈須与市語」を披く。
- 1987年：「三番叟」を披く。
- 1990年：「釣狐」を披く。
- 1994年：「金岡」を披く。
- 1996年：「花子」を披く。
- 1996年、長男・虎之介（六世万之丞）が誕生。
- 1999年、次男・拳之介が誕生。
- 2000年1月：二世野村与十郎を襲名。同年、兄の五世野村万之丞が「萬狂言」を設立する。
- 2002年：初めて個人の会「野村与十郎の会」を開催。
- 2003年、三男・眞之介が誕生。
- 2004年2月：母の登美子が死去。
- 2004年6月：兄の五世万之丞（贈八世野村万蔵）が死去。
- 2005年1月：九世野村万蔵を襲名。襲名と共に亡き兄が設立した「萬狂言」の代表に就任。
- 2014年：「時分の会」発足。
- 2015年：「立合狂言会」発足。
- 2017年1月：長男の虎之介が「野村万之丞」の名跡を六世として襲名。
- 2021年12月23日：第一回「万蔵の会」発足（以後、毎年九世万蔵の誕生日に年1回の頻度で開催）。

## 受賞歴
- ASIAGRAPH2017 匠賞 （経済産業省・財団法人デジタルコンテンツ協会主催。デジタルコンテンツEXPO参照）
- 令和4年度「文化庁芸術祭賞・大賞」（演劇部門）〜令和4年10月16日の萬狂言公演『祖先祭・初世野村万蔵生誕三百年』に対して。

## 著作物

### 書籍
- 『野村万蔵の狂言へござれ』（淡交社、2017年）

## 役職
- NPO法人ACT.JT理事。

## 家族・親族

### 野村万蔵家
- 野村萬（初世）（父・七世野村万蔵／1930年 - ）本名・太良（たろう）。公益社団法人日本芸能実演家団体協議会会長、公益社団法人能楽協会顧問、日本芸術院院長などを歴任した。1997年、重要無形文化財（人間国宝）。2019年、文化功労者。
- 野村万之丞（五世）（兄・贈八世野村万蔵／1959年 - 2004年）本名・耕介（こうすけ）。「大田楽」や「真伎楽」の演出、構成、1998年長野オリンピック閉会式の演出など狂言以外の分野においても活躍したが、2004年に44歳で死去した。死後に「八世野村万蔵」を追贈された。志半ばでの早世であったが、その活動の大半を弟である万蔵が引き継いでいる。
- 野村万禄（二世）（従弟／1966年 - ）。萬狂言九州支部代表として、福岡を中心に活動している。
- 六世野村万之丞（長男／1996年 - ）本名・虎之介（とらのすけ）。2017年1月に祖父の萬と伯父・贈八世万蔵が名乗った「野村万之丞」を六世として襲名。
- 野村拳之介（次男／1999年 - ）
- 野村眞之介（三男／2003年 - ）

以上、萬狂言所属。
- 野村万蔵（六世）（祖父／1898年 - 1978年）

### 別家
- 野村万作（二世）（叔父／1931年 - ）
- 野村四郎（叔父・シテ方観世流／1936年 - 2021年）
- 野村万之介（叔父／1939年 - 2010年）
- 野村萬斎（二世）（従弟／1966年 - ）
- 野村太一郎（甥／1990年 - ）。兄・五世万之丞（贈八世万蔵）の長男。